# Nicasi Camut de Burgio
Nicasi de Burgio o Nicasi Camut (Palerm, Sicília, ca. 1130-1140 - batalla d'Hattin, Palestina, 1187) fou un cavaller de l'Orde Hospitaler de Sant Joan de Jerusalem. És venerat com a sant a l'Església catòlica.

## Biografia
Nasqué probablement a Palerm, net del sarraí Hammud (o Kamut o Achmed), emir d'Agrigent i de Castrogiovanni, i d'una cristiana. Quan el comte Roger I de Sicília conquerí Agrigent en 1086, Hammud es retirà a Castrogiovanni. En 1088, l'emir i tota la família es convertiren al cristianisme i foren batejats a Sciacca pel bisbe Gerland d'Agrigent, i el mateix comte Roger en fou el padrí: l'antic emir rebé el nom de Roger Camut. El 4 de juliol de 1088, el comte Roger li donà el castell de Burgio (Vall de Mazara) i les seves terres. El fill de Roger Camut, Robert de Burgio, desposà Aldegonda, noble normanda de la família Altavilla, i aquests tingueren quatre fills, el quart dels quals fou Nicasi.
Nicasi i el seu germà Ferran es van fer germans llecs de l'Orde dels Cavallers de Sant Joan de Jerusalem. En 1185, s'embarcà a Trapani per anar a Terra Santa amb el mestre de l'orde, Roger Des Moulins. A Jerusalem treballà a l'hospital de l'orde atenent malalts i pelegrins. Quan el 1187 Saladí envaí el regne de Jerusalem, un grup de cavallers cristians es refugiaren a Hattin, on el 4 de juliol foren derrotats i massacrats, i amb ells, la major part dels cavallers santjoanistes. Nicasi i el seu germà foren presos i, en no voler abjurar del cristianisme, foren decapitats en presència del soldà.

## Veneració
L'arquebisbe Josies de Tir anà a Palerm el 1187 i comunicà la notícia de la mort dels dos germans. El rei Guillem II de Sicília guardà dol per ells i Nicasi començà a ésser venerat com a màrtir.
Fou especialment invocat per protegir-se de les malalties encomanadisses i de la gola. Fou elegit patró de Caccamo en 1625, arran d'una epidèmia de pesta. Al martirologi romà en figurava la festa el dia 1 de juliol.